# Orion Pictures
Orion Pictures Corporation, más conocida como Orion, es una productora y distribuidora cinematográfica estadounidense copropiedad de Metro-Goldwyn-Mayer y Amazon a través de Amazon MGM Studios.
Fundada en 1978 Orion ganó reputación por ser la productora de las películas de Woody Allen y popularidad con franquicias como Terminator o RoboCop. Pese a labrarse buena reputación y recibir varios Premios Óscar a lo largo de la década de 1990 cayó en una enorme deuda financiera que le impulsó a la quiebra. La compañía desapareció, tras haber sido vendidos sus activos a Metro-Goldwyn-Mayer, aunque en 2013 MGM decidió revivir la marca e impulsar nuevos proyectos audiovisuales.

## Historia

Logotipo de Orion Pictures

El origen de Orion Pictures se encuentra en la salida de un grupo de ejecutivos procedentes de la compañía cinematográfica United Artists, por aquel entonces integrada en Transamerica Corporation, en respuesta a su despido, condiciones laborales y compensaciones no recibidas acordadas en sus contratos. 
En enero de 1978 Arthur B. Krim, hasta entonces CEO de United Artists, Eric Pleskow y Robert S. Benjamin, presidente del comité de la finanzas, fueron despedidos. El propietario de Transamerica Corporation los insultó públicamente y, finalmente, Transamérica rompió su vínculo con United Artists después de negarse a asumir los altos costes de un automóvil perteneciente a los ejecutivos de UA. Unos días después otros 2 ejecutivos procedentes de United Artists (William Bernstein y Mike Medavoy) decidieron también abandonar la compañía. Una semana después 63 figuras de Hollywood publicaron un comunicado denunciando el error que, a su juicio, suponía que estos cinco ejecutivos abandonaran United Artists.
En marzo de 1978 estos 5 ejecutivos fundaron Orion Pictures tomando como su símbolo corporativo una constelación con cinco estrellas principales. La compañía comenzó con 100 millones de dólares en créditos con la idea de financiar películas realizadas por productores independientes y distribuirlas a través de otra red de distribución, operada por Warner Bros., mientras Orion Pictures mantenía la dirección de la distribución y las campañas de publicidad. El mayor recurso de la nueva compañía era el conocimiento y la especialización de funciones que sus propietarios habían obtenido a lo largo de sus trayectorias en United Artists. A lo largo de las semanas numerosos empleados procedentes de United Pictures se unieron a sus antiguos jefes.
En marzo de 1978 Orion anunció su primer contrato firmado por la reciente compañía con el actor John Travolta para realizar dos películas. Con posterioridad anunciaron la firma de nuevos contratos con directora y actriz Barbra Streisand, el actor James Caan, el director Francis Ford Coppola y el escritor John Milius. Para mediados de abril la compañía firmó un contrato con el actor Jon Voight y también acordó financiar y distribuir las películas de la compañía EMI. Para finales de su primer año de actividad Orion presentaba 15 películas en producción y preproducción y había contratado a 12 nuevos directores, productores y actores, además de acometer la construcción de un estudio mucho más grande que el que tenía en un principio.
En 1979 la compañía pagó 1 millón de dólares por los derechos de adaptación de las novelas La Esfinge de Robin Cook y de The Wolfen escrita por Whitley Strieber. En la línea con la reputación de sus líderes por desarrollar las películas raras, más sofisticadas, y menos comerciales, la compañía compró también los derechos de Final Payments la primera novela de Mary Gordon. En abril la compañía tuvo que reorganizarse debido al fallecimiento de Robert S. Benjamin, uno de sus fundadores principales, pero vio a luz su primera película.
En 1980 Woody Allen anunció, tras la finalización de su contrato con United Artists, que firmó un nuevo acuerdo con Orion para realizar tres películas.
A finales de 1981 la compañía canceló su acuerdo de distribución con Warner Bros. y decidió adquirir, por 26 millones de dólares, la compañía Filmways, Inc fundada en 1952 pero que no había tenido éxito. Un mes después despidió a 80 empleados de Filmways y reemplazarlos por 40 empleados propios, incluyendo 15 ejecutivos, procedentes de Orion. También en 1981 acometieron la compra de Warburg Pincus & Company y HBO, por aquel entonces una subsidiaria de Time, Inc. Eso le hizo adquirir derechos de televisión por cable para las películas producidas por Orion en el acuerdo.
En junio de 1982 Filmways anunció que su nombre cambiaría a Orion Pictures Corporation y la compañía había sido casi-reorganizada para sanear su funcionamiento financiero legítimo. Otro resultado de la fusión de Filmways con Orion fue la producción de la exitosa serie de televisión Cagney & Lacey, que duró 6 temporadas en emisión la CBS. El mismo año Orion realizó un cambio de diseño en su marca anunciando un nuevo logotipo y que agregaba animación a su constelación de cinco estrellas.

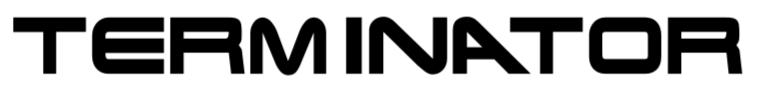
Logotipo de

En 1984 Orion anunció que produciría 18 nuevas películas de las cuales solo algunas tuvieron éxito comercial. Su film más prestigioso fue Amadeus, dirigida por Milos Forman, que obtuvo 8 Premios Óscars. Ese mismo ve la luz la película The Terminator, dirigida por James Cameron, de la que se esperaba que fuera una película de acción y ciencia ficción de entretenimiento pero que terminó siendo un éxito de taquilla y origen de una franquicia con gran desarrollo a lo largo de los años.
Al año siguiente, con la llegada de la televisión por cable, Orion extiende su contrato con la compañía HBO, y anuncia nuevas películas por producirse, pero estas solo le darían un ingreso anual de 10 millones de dólares. Con una situación financiera inestable por los bajos ingresos de sus películas, y tras un peligroso altercado con Warburg Pincus & Company, sus líderes comenzaron la búsqueda urgente de inversores. Finalmente Warburg Pincus vendió un 15% de sus acciones a Viacom lo que obligó a Orion a crear una nueva subsidiaria, Orion Home Fundation Corporation, para poder tener un medio de distribución de sus películas en formato de vídeo doméstico.
Metromedia, dirigida por John W. Kluge por entonces era el hombre más rico de Estados Unidos y un viejo amigo del antiguo presidente de Orion, adquirió el 6,5% de la compañía. Pese a ello los beneficios de Orion cayeron en más de un tercio, y durante el verano de 1986, la suerte de la compañía cambiaría tras lanzar la comedia Back to School, dirigida por Alan Metter, que se convertiría en un éxito de taquilla recaudando más de 90 millones de dólares. Pero tras este éxito los subsiguientes proyectos de la compañía acumularon alrededor de 32 millones de dólares tras producir un conjunto de películas sin éxito alguno.

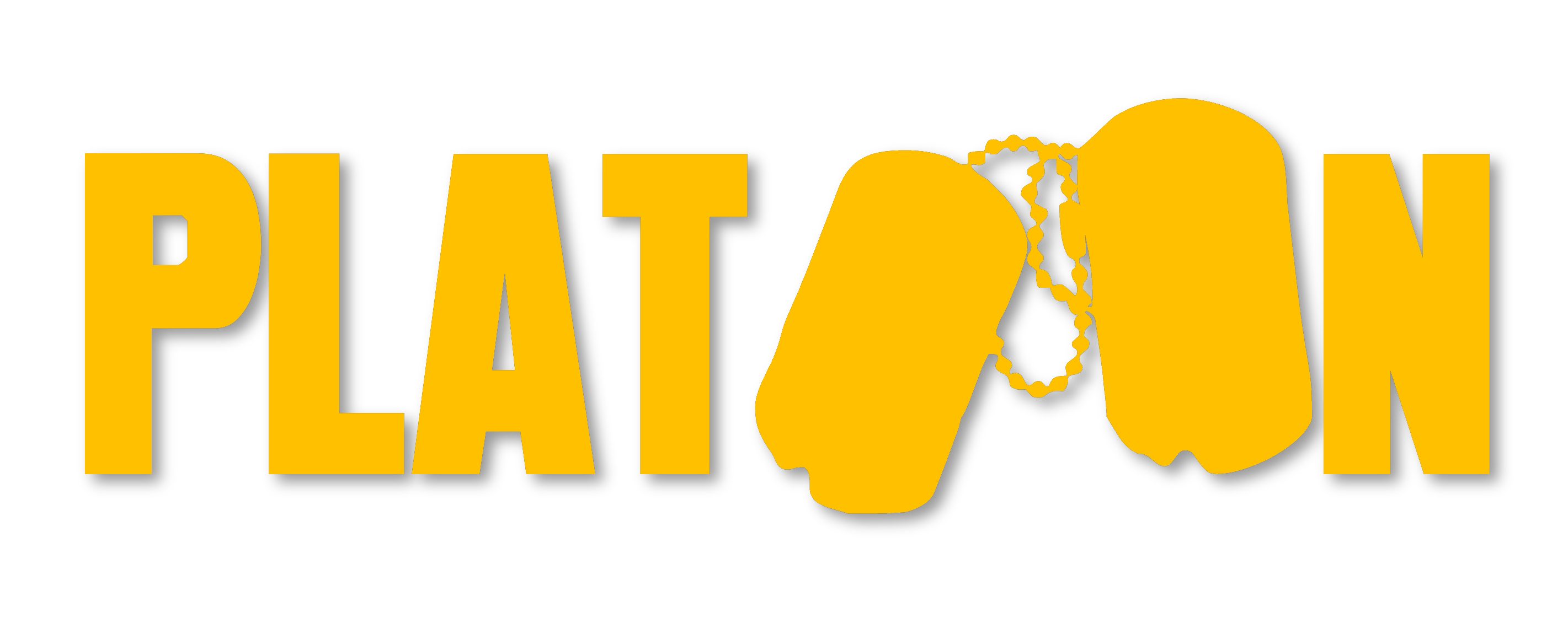
Logotipo de

En 1987 la situación de la compañía había mejorado un poco. Gracias a películas como Platoon, dirigida por Oliver Stone, Robocop, dirigida por Paul Verhoeven, y No Way Out, dirigida por Roger Donaldson, la empresa acumuló 18 nominaciones a los premios de la Academia y ganó 7 Oscar, recuperando todo el dinero perdido y pasando a ser la compañía con mayores ingresos en recaudación del año. 
Tras este gran paso el presidente de Metromedia amplió su participación hasta el 20% de la compañía para luego entrar en conflicto con el mayor accionista de Orion, Sumner M. Redstone de National Entertainment Company. Posteriormente adquirió el 50% de la empresa, a lo que se consideró un precio injustificado dada la deuda a largo plazo que había alcanzado 64% de capitalización de la empresa, para en 1988 hacerse con el control completo al comprar la totalidad de las acciones por 78 millones de dólares.
Entre los proyectos estrenados en 1989 Orion realizó una serie de películas éxitos de taquilla como, por ejemplo, Erik el vikingo dirigida por Terry Jones. Tras estos éxitos Orion decayó enormemente lo que obligó a la firma de un acuerdo de distribución con Columbia Pictures en 1990 pagando 175 millones de dólares como adelanto de las ganancias futuras que tendrían las películas estrenadas los seis próximos años. Una semana después de firmar el trato trato con Columbia, todo conducía a que Metromedia vendería sus acciones de Orion, tras la terrible pérdida de 132 millones de dólares por producir películas que obtuvieron muy mala recepción comercial como The Hot Spot, dirigida por Dennis Hooper, y State of Grace dirigida por Phil Joanou.

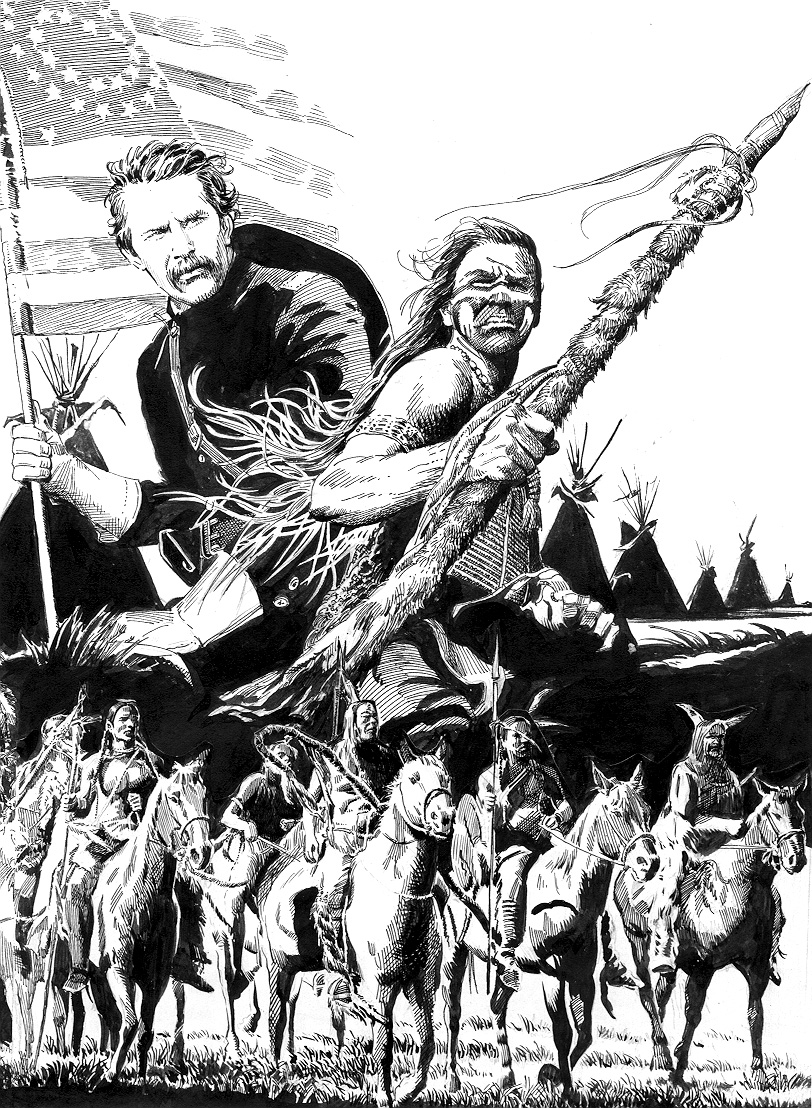
Ilustración de

La compañía se encontraba en un aprieto financiero realmente muy grave, había perdido demasiado dinero, y entonces decidió producir la película Dances with Wolves dirigida por Kevin Costner, que logró recaudar 100 millones de dólares de los 132 millones que acumulaba en pérdidas por sus últimos proyectos.

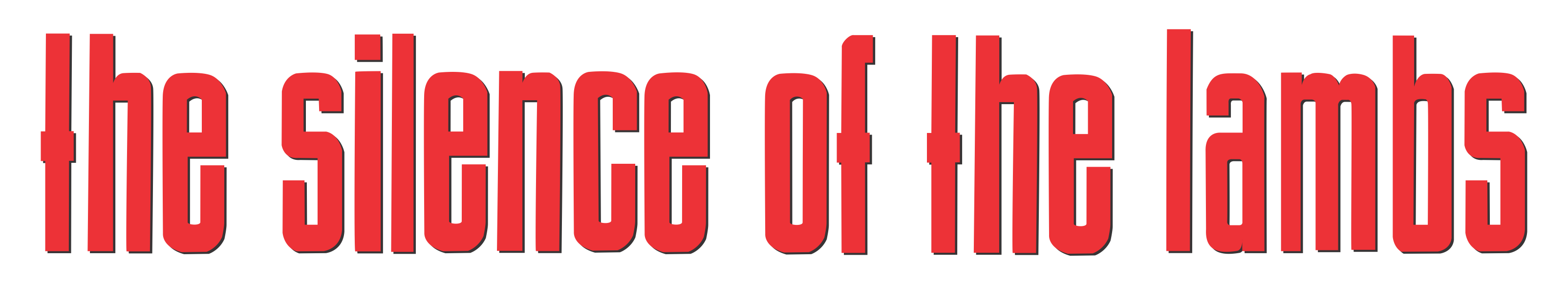
Logotipo de

En 1991 Orion produciría The Silence of the Lambs, dirigida por Jonathan Demme e interpretada por Jodie Foster y Anthony Hopkins, también otro éxito de taquilla. Las opciones de proseguir con sus actividades crecían, muy débilmente, ya que mantenía una deuda de 509 millones de dólares, la sección de televisión nunca había sido rentable, y en 1991 Orion quiebra y se vende a ABC, aunque siguió reteniendo la propiedad de todos sus productos de televisión.
Mientras procedía a la reestructuración de sus actividades para enjugar sus pérdidas Orion produciría muy pocas películas, y su deuda había aumentado a 609 millones de dólares, y tras su quiebra, la compañía continuaba operando. En 1996 superó la quiebra pero las películas que había producido esos últimos años apenas tuvieron éxito comercial. Tras salir de la quiebra Orion produjo muy pocas películas, y Metromedia, que aún poseía el 67% de la compañía, ese año fusiona su subsidiaria con Samuel Goldwyn Company.
En 1997 Metromedia procedió a la venta de Orion y Samuel Goldwyn Company a Metro-Goldwyn-Mayer, culminando el trato en 1998, y suponiendo la desaparición de Orion Pictures.
En la actualidad Orion Pictures sigue operando solo como una compañía subsidiaria de Metro-Goldwyn-Mayer que, curiosamente, es una empresa "hermana" de United Artists.

## Películas notables
- Excalibur (1981)
- Amadeus (1984)
- The Terminator (1984)
- Platoon (1986)
- RoboCop (1987)
- Mississippi burning (1988)
- Throw Momma from the Train (1988)
- Dances with Wolves (1990)
- The Silence of the Lambs (1991)
- One Man's Hero (1999)

## Orion y MGM
Durante 1982, todas las películas que había producido Orion, así como series para televisión distribuidas originalmente por Orion, hoy llevan el nombre de MGM, excepto las películas coproducidas con Warner Bros. (exceptuando las películas de Woody Allen A Midsummer Night's Sex Comedy y Zelig).